# Unified Thread Standard

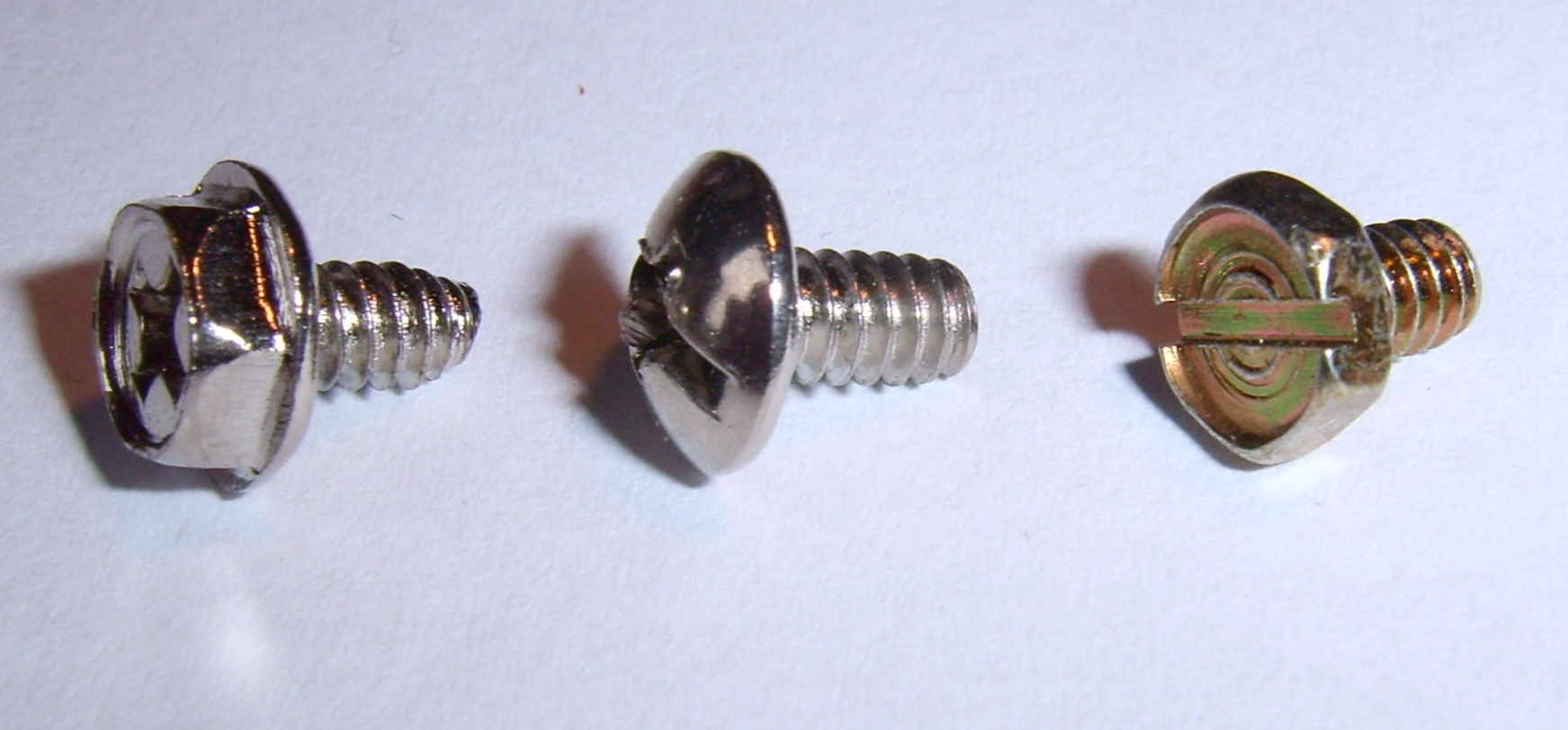
Drei Schrauben #6 – 32 UNC mit verschiedenen Schraubenköpfen wie sie etwa an Gehäusen von Desktop-Computern (PCs) häufig verwendet werden.

Das Standardprofil von UTS- und metrischem ISO-Gewinde weicht nur im Außendurchmesser D und der Steigung P voneinander ab

Der Unified Thread Standard (UTS) ist eine Norm für Gewinde, die in den Vereinigten Staaten und Kanada gebräuchlich ist. Dabei wird der Außendurchmesser einer Schraube in Zoll und die Gewindesteigung in Umdrehungen pro Zoll angegeben. Der Flankenwinkel beträgt 60° – genauso wie beim metrischen ISO-Gewinde.
Für Durchmesser unter 1⁄4 Zoll wird der Durchmesser durch eine in der Norm definierte Nummer aus der folgenden Tabelle bezeichnet. Die Bezeichnung (in der ersten Spalte der Tabelle) wird im Englischen als „number“ (Nummer), also beispielsweise „number zero“ (Nummer null), gesprochen.
|      | Durchmesser | Durchmesser |
| Zoll | mm          |             |
| ---- | ----------- | ----------- |
| #0   | 0,0600      | 1,5240      |
| #1   | 0,0730      | 1,8542      |
| #2   | 0,0860      | 2,1844      |
| #3   | 0,0990      | 2,5146      |
| #4   | 0,1120      | 2,8448      |
| #5   | 0,1250      | 3,1750      |
| #6   | 0,1380      | 3,5052      |
| #8   | 0,1640      | 4,1656      |
| #10  | 0,1900      | 4,8260      |
| #12  | 0,2160      | 5,4864      |

Für alle Durchmesser ab 1⁄4  Zoll wird der Wert in Zoll beziehungsweise Bruchteilen von Zoll angegeben. Üblich sind folgende Abstufungen:
| Durchmesser     | Durchmesser       | Durchmesser |
| in Zoll (Bruch) | in Zoll (dezimal) | in mm       |
| --------------- | ----------------- | ----------- |
| 1⁄4             | 0,2500            | 06,3500     |
| 5⁄16            | 0,3125            | 07,9375     |
| 3⁄8             | 0,3750            | 09,5250     |
| 7⁄16            | 0,4375            | 11,1125     |
| 1⁄2             | 0,5000            | 12,7000     |
| 9⁄16            | 0,5625            | 14,2875     |
| 5⁄8             | 0,6250            | 15,8750     |
| 3⁄4             | 0,7500            | 19,0500     |
| 7⁄8             | 0,8750            | 22,2250     |
| 1               | 1,0000            | 25,4000     |

Bei der Steigung wird unterschieden zwischen dem Regelgewinde UNC (unified coarse) und den Feingewinden UNF (unified fine) und UNEF (unified extra fine). Zudem gibt es für Sonderfälle den UNR und den UNS (unified special), der z. B. bei Mikrofonstativen zum Einsatz kommt.
Beispielsweise bedeutet die Bezeichnung 1⁄2 -13 UNC so viel wie Außendurchmesser 0,5 Zoll, Steigung 13 Umdrehungen pro Zoll, Regelgewinde.

## Toleranzklassen
Wie bei metrischen Gewinden wird auch hier unterschieden, um unterschiedlichen Bedürfnissen gerecht zu werden. Die Klassen 1 (Spielpassung) über 3 (H-Passung) bis 5 (Übermaßpassung) jeweils mit einem angehängten "A" (Außengewinde) oder "B" (Innengewinde) spezifizieren ein Gewinde diesbezüglich. Beispielsweise 1⁄2 -13 UNC -3B.

## Anwendungen
Viele der Schraubverbindungen an westlichen Verkehrsflugzeugen (Boeing, Airbus, …) sind als UNF-Gewinde realisiert. Die Werkzeugaufnahme vieler diamantbesetzter Bohrkronen im Baubereich besitzt ein 1 1/4" UNC-Gewinde mit einem Innendurchmesser (Bohrungsdurchmesser) von 28,25 mm und einem Außendurchmesser von 31,75 mm (letzteres entspricht genau 1 1/4"). Als Stativgewinde werden in der Regel 1⁄4-Zoll-20-Gang-UNC-Gewinde oder 3⁄8-Zoll-16-Gang-UNC-Gewinde verwendet. Ebenso sind neben Schrauben der verbreiteten Größe M3 viele klassische Computergehäuseschrauben in der Normgröße #6-32 UNC ausgeführt.